# Sympycnus purpurascens
Sympycnus purpurascens är en tvåvingeart som beskrevs av Meijere 1916. Sympycnus purpurascens ingår i släktet Sympycnus och familjen styltflugor. Inga underarter finns listade i Catalogue of Life.